# Bellevaux (Bouillon)
Pour les articles homonymes, voir Bellevaux.
Bellevaux (en wallon Bèlvau) est une section et un village de la ville belge de Bouillon située en Région wallonne dans la province de Luxembourg.
C'était une commune à part entière avant la fusion des communes de 1977.

## Étymologie
XIIe siècle Bellam uallem
Belle vallée (latin bellam uallem, wallon vau)

## Démographie
- Source: INS recensements population

## Histoire
Lorsque l'ancien duché de Bouillon fut réuni à la France, Bellevaux est affecté au canton de Bouillon, avec le statut de commune, par le décret du 4 brumaire an IV modifié par le Conseil des Cinq-Cents, le 26 fructidor an IV.
Cette commune fusionne avec Noirefontaine sous le régime français et fut affectée au Royaume des Pays-Bas par le Traité de Paris (1815).
Elle fut, de nouveau, érigée en commune autonome par séparation de Noirefontaine, le 24 août 1897.

## Patrimoine et culture

### Patrimoine architectural
Bellevaux fait partie de la Convention wallonne "Combes & Clochers".

### Culture
Économie

## Sports et vie associative

### Sports
- Club footballistique : Cs Bellevaux (0 terrains).